# Musselvalv
Musselvalv är en byggnadselement som uppträder första gången under senantiken och i den äldre kristna konsten.
Till en början handlar det om kannelyrer som en musslas inre i överdelen av en nisch. Senare utvecklas musselvalven till en halvkupol eller ett hjälmvalv inom den bysantinska konsten. Musselvalv upptogs senare inom nyare stilarter, bland annat barocken.